# François Rappo
François Rappo (né en 1955 à Lausanne) est un graphiste et créateur de caractères suisse.

## Biographie
François Rappo obtient un diplôme de graphiste en 1980 à l'École cantonale des beaux-arts de Lausanne. De 2001 à 2006 Rappo est président du Jury des Plus beaux livres suisses. En 2005 il est membre du jury du Prix fédéral de design. Il est actuellement professeur au cursus master Art Direction: Type Design, Photography de l'École cantonale d’art de Lausanne (ÉCAL), où il était déjà enseignant de 1995 à 1999.
Pour le New York Times Magazine il a conçu une variante de sa fonte typographique Theinhardt, que le magazine utilise pendant deux ans jusqu'en juin 2012.
François Rappo vit et travaille à Lausanne.

## Fontes typographiques
- Genath
- Theinhardt
- Theinhardt Spezial (pour le New York Times Magazine)
- New Fournier BP
- LaPolice BP
- Didot Elder
- Antique (numérisation de la Haas Grotesk Medium)
- Plain
- CEO
- Apax
- Practice
- Orso
- Modern Matter
- Clarendon Graphic

## Prix et distinctions
- 1996, 1997, 1999, 2000, 2006, 2008 : Die schönsten Schweizer Bücher
- 2000 : Die schönsten Bücher der Welt, Leipzig
- 2012 : Prix Jan Tschichold[4]
- 2021 : Prix du rayonnement de la Fondation vaudoise pour la culture[5]

## Expositions
- 1995 : Jeunes graphistes de Suisses romande, Musée des arts décoratifs, Lausanne
- 2001 : Starting My Own Foundry, Museum für Gestaltung, Zürich
- 2002 : PostScript, Vienne, Haus der Künstler
- 2004 : Frische Schriften, Zürich
- 2006 : Meet the Jury!, Zürich
- 2012 : Types We Can Make, Grafik-Fachschule Cooper Union, New York[1]